# Эрлих, Абель
Абель Эрлих (ивр. אבל ארליך‎, нем. Abel Ehrlich; 1915, Кранц, Германия — 2003, Тель-Авив) — израильский композитор.

## Биография
Абель Эрлих родился в 1915 году в Кранце. Затем переехал с родителями в Тильзит, где жил до 14-летнего возраста, аттестат об образовании получил уже в Кенигсберге в 1934 году, там же начал учиться играть на скрипке. После этого поступил в Музыкальную академию в Загребе, из которой его отчислили в 1938 году по национальному признаку.
В 1939 году через Албанию Эрлих перебрался в Израиль, где учился в Академии музыки имени С. Рубина в Тель-Авиве. С 1964 по 1991 год преподавал композицию в тель-авивской Академии музыки, в 1972 году получил звание профессора.
Одно из первых сочинений, принесших Эрлиху известность, — «Ба-шарав» («В зной», 1958 год). Одним из любимых музыкальных жанров Эрлиха была камерная опера (к 25-летнему возрасту написал более 20 опер). Наиболее значительные из них — «Черный вторник» (1945 год), «Мертвые души» (1978 год, по Н. В. Гоголю). Важную роль в творчестве Эрлиха играют религиозные сочинения, во многих произведениях сильно влияние древних еврейских истории и фольклора. Абель Эрлих — композитор, который крайне остро и болезненно воспринимает события, происходящие в международных отношениях и общественном развитии. В 1981 году он сочиняет кантату «Тоска по миру».
Эрлих — лауреат многочисленных израильских и международных премий (в том числе Премии Израиля за 1997 год) и один из крупнейших израильских композиторов. Его творческое наследие составляет более чем 3400 композиций самых разнообразных жанров — от классической музыки до экспериментов в области электронной музыки.
Под впечатлением предпринятой им в 1994 году поездки в город своего детства Тильзит (Советск), он написал струнный квартет «Путешествие в Тильзит».